# 聖安德烈斯 (安蒂奧基亞省)
聖安德烈斯是哥倫比亞的城鎮，位於該國西北部，由安蒂奧基亞省負責管轄，距離首府麥德林138公里，始建於1761年，面積177平方公里，海拔高度1,475米，2002年人口10,709。
6°54′12″N 75°40′57″W / 6.90333°N 75.6825°W